# Coupe du Kazakhstan de football 2009
Navigation
Édition précédente Édition suivante
La Coupe du Kazakhstan 2009 est la 18e édition de la Coupe du Kazakhstan depuis l'indépendance du pays. Elle prend place du 25 avril au 15 novembre 2009.
Un total de 28 équipes prennent part à la compétition, toutes issues des deux premières divisions nationales kazakhes pour la saison 2009.
La compétition est remportée par le FK Atyraou qui l'emporte face au Chakhtior Karagandy à l'issue de la finale et gagne sa première coupe nationale. Cette victoire lui permet de se qualifier pour le premier tour de qualification de la Ligue Europa 2010-2011 ainsi que pour l'édition 2010 de la Supercoupe du Kazakhstan.

## Premier tour
Les rencontres de ce tour sont jouées les 24 et 25 avril 2009 et voient l'entrée en lice de l'intégralité des 28 participants. Il se conclut sur l'élimination d'entrée de l'intégralité des équipes de la deuxième division.
| Date          | Club                     | Score                | Club                       |
| ------------- | ------------------------ | -------------------- | -------------------------- |
| 24 avril 2009 | Chakhtior Karagandy (D1) | 3 - 1                | (D2) FK Ekibastouz         |
| 25 avril 2009 | Aktobe-Jas (D2)          | 0 - 3                | (D1) Kaysar Kyzylorda      |
| 25 avril 2009 | Akjaïyk Oural (D2)       | 2 - 3                | (D1) FK Atyraou            |
| 25 avril 2009 | FK Turkestan (D2)        | 0 - 4                | (D1) FK Taraz              |
| 25 avril 2009 | Gefest Saran (D2)        | 0 - 2                | (D1) Lokomotiv Astana      |
| 25 avril 2009 | Bolat Temirtaw (D2)      | 0 - 5                | (D1) Kazakhmys Satpaïev    |
| 25 avril 2009 | Kaspiy Aqtaw (D2)        | 1 - 5                | (D1) FK Aktobe             |
| 25 avril 2009 | Sunkar Kaskelen (D2)     | 0 - 1                | (D1) Tobol Kostanaï        |
| 25 avril 2009 | FK Ile-Saulet (D2)       | 0 - 2                | (D1) Vostok Öskemen        |
| 25 avril 2009 | Spartak Semeï (D2)       | 1 - 4                | (D1) Irtych Pavlodar       |
| 25 avril 2009 | Aïjaryk Chimkent (D2)    | 1 - 2                | (D1) Jetyssou Taldykourgan |
| 25 avril 2009 | Kaïrat Almaty (D2)       | 0 - 1                | (D1) Kyzyljar Petropavl    |
| 25 avril 2009 | OSChIOSD Taraz (D2)      | 0 - 0 ap (4 - 5 tab) | (D1) Okjetpes Kökşetaw     |
| 25 avril 2009 | Namys Astana (D2)        | 1 - 2                | (D1) Ordabasy Chimkent     |

## Deuxième tour
Le deuxième tour est disputé sous la forme de confrontations en deux manches, les matchs aller étant joués le 20 mai et les matchs retour le 23 juin 2009. Le Jetyssou Taldykourgan et le FK Atyraou sont exemptés de ce tour.
| Club                     | Score  | Club                    | Aller | Retour |
| ------------------------ | ------ | ----------------------- | ----- | ------ |
| Vostok Öskemen (D1)      | 4 - 2  | (D1) Kyzyljar Petropavl | 2 - 1 | 4 - 0  |
| Irtych Pavlodar (D1)     | 3 - 1  | (D1) Ordabasy Chimkent  | 3 - 0 | 0 - 1  |
| Chakhtior Karagandy (D1) | 9 - 2  | (D1) Okjetpes Kökşetaw  | 4 - 1 | 5 - 1  |
| FK Aktobe (D1)           | 2E - 2 | (D1) Lokomotiv Astana   | 1 - 0 | 1 - 2  |
| Kazakhmys Satpaïev (D1)  | 1 - 5  | (D1) Kaysar Kyzylorda   | 1 - 3 | 0 - 2  |
| FK Taraz (D1)            | 3E - 3 | (D1) Tobol Kostanaï     | 1 - 1 | 2 - 2  |

## Quarts de finale
Les quarts de finales sont disputés sous la forme de confrontations en deux manches, les matchs aller étant joués le 27 août et les matchs retour le 3 octobre 2009.
| Club                  | Score | Club                       | Aller | Retour |
| --------------------- | ----- | -------------------------- | ----- | ------ |
| FK Taraz (D1)         | 0 - 2 | (D1) Jetyssou Taldykourgan | 0 - 1 | 0 - 1  |
| Kaysar Kyzylorda (D1) | 0 - 5 | (D1) Chakhtior Karagandy   | 0 - 1 | 0 - 4  |
| FK Aktobe (D1)        | 6 - 1 | (D1) Vostok Öskemen        | 2 - 1 | 4 - 0  |
| Irtych Pavlodar (D1)  | 1 - 4 | (D1) Chakhtior Karagandy   | 1 - 1 | 0 - 3  |

## Demi-finales
Les demi-finales sont disputés sous la forme de confrontations en deux manches, les matchs aller étant joués le 7 novembre et les matchs retour le 11 novembre 2009.
| Club                       | Score | Club                     | Aller | Retour   |
| -------------------------- | ----- | ------------------------ | ----- | -------- |
| Jetyssou Taldykourgan (D1) | 1 - 4 | (D1) FK Atyraou          | 0 - 2 | 1 - 2    |
| FK Aktobe (D1)             | 1 - 2 | (D1) Chakhtior Karagandy | 1 - 0 | 0 - 2 ap |

## Finale
La finale de cette édition oppose le FK Atyraou au Chakhtior Karagandy, celle-ci étant la première finale disputée par les deux équipes. La rencontre est disputée le 15 novembre 2009 à l'Astana Arena d'Astana et voit Atyraou l'emporter sur le score de 1-0, l'unique but de la rencontre étant inscrit par Denis Zoubko durant la première mi-temps et permettant aux siens de remporter leur première coupe nationale.
| Entraîneur :   |
| Vakhid Masudov |

| Entraîneur :         |
| Vladimir Tchebourine |

| Entraîneur :   |
| Vakhid Masudov |

| Entraîneur :         |
| Vladimir Tchebourine |